# Big Jack Johnson
Jack N. Johnson, noto come Big Jack Johnson (Lambert, 30 luglio 1940 – Memphis, 14 marzo 2011), è stato un musicista statunitense.

## Discografia parziale
- The Oil Man (1987)
- Rooster Blues (1987)
- Daddy, When Is Mama Comin Home? (1991)
- We Got to Stop This Killin' (1996)
- Live in Chicago (1997)
- All the Way Back (1998)
- Live in Chicago (1998)
- Roots Stew* (2000)
- The Memphis Barbecue Sessions (2002)
- Black Snake Moan (2007)
- Juke Joint Saturday Night Live (2008)
- Katrina (2009)
- Big Jack's Way  (2010)
- Stripped Down in Memphis with Kim Wilson and Wild Child Butler (2022)